# Монета-стрілка
Монета-стрілка, «стріла Аполлона» — дрібна бронзова протомонета у формі площика стріли, яку відливали у давньогрецьких полісах Західного і Північного Надчорномор'я в 600—450 роках до н. е.

## Походження
Існує кілька припущень, де почали виробляти монети-стрілки. Дослідники виділяють три теорії:
- скіфського походження;
- фракійського походження;
- грецького походження[3][4].

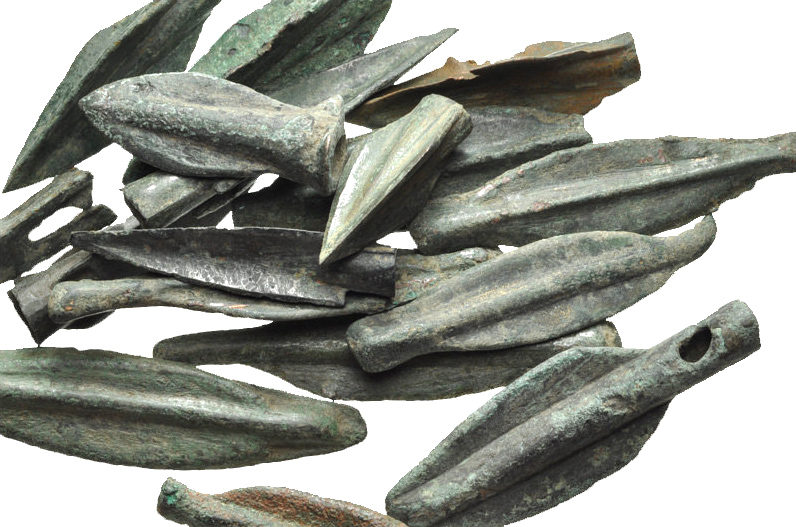
Бойові стріли і монети-стрілки

Теорія скіфського походження монет-стрілок припускає, що ці грошові знаки спочатку набули поширення у Скіфії. За іншим припущенням, монети-стрілки Борисфена походили з Фракії або були місцевим наслідуванням фракійських протомонет. Можливо, фракійці запозичили стріли від скіфів і надали їм форму своїх перших монет.
Прихильники грецького походження стверджують, що ці монети використовували мешканці полісів у Західному та Північно-Західному Надчорномор'ї. Вони пов'язані з культом Аполлона Лікаря, покровителя давньогрецьких колоністів. Його атрибутом була стріла, яка виконувала функції не тільки зброї, але й магічного жезла і знаряддя зцілення. Нова хвиля колоністів до Ольвії принесла культ Аполлона Дельфінія. Відтак протомонети набули форми дельфінів.
Археологи знаходять монети-стрілки переважно у Нижньому Побужжі, зокрема на території давньогрецького полісу Борисфен на острові Березань. Проте вони були також поширені в Ольвії, Істрії, Аполлонії, Томисі, Керкінітиді тощо. Про 10 або 11 стріл як платіжний засіб ідеться у написі на скіфосі, знайденому під час розкопок в Ольвії.

## Виробництво і типи монет–стрілок

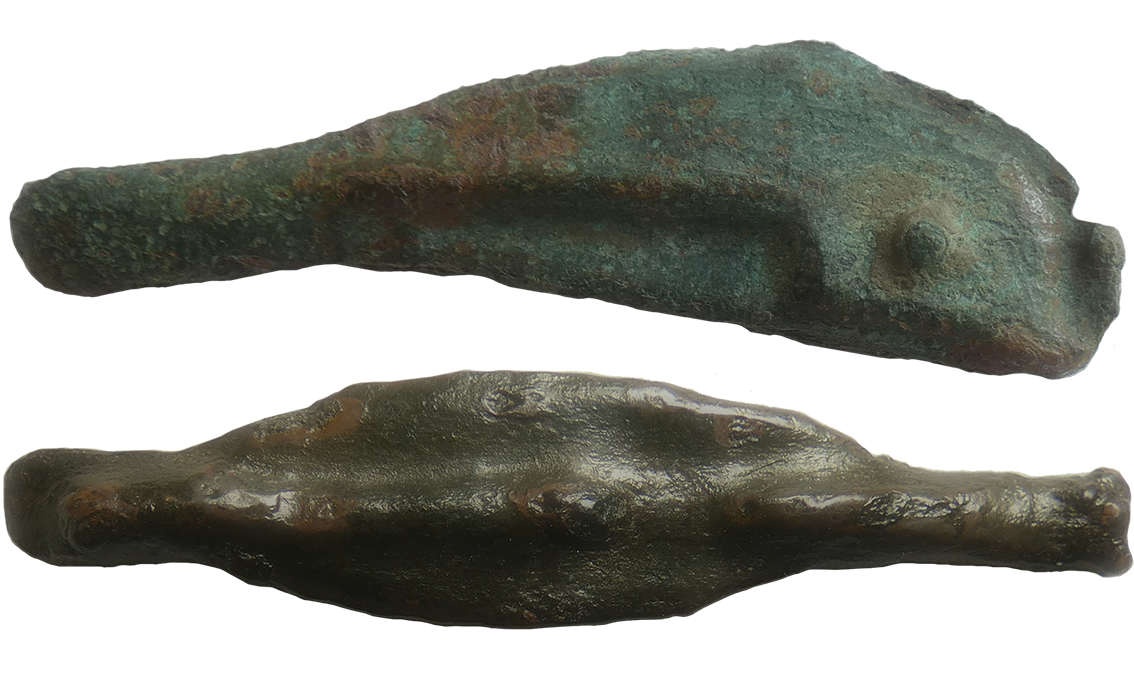
Еволюція протомонет: монета-стрілка і монета-дельфін

Монети відливали в керамічних ливарних формах із кількома заглибленнями. Метал добували у місцевих копальнях. Монетна бронза — сплав міді та олова, іноді ще й свинцю. Монети-стрілки випускала не держава, а приватні особи-ремісники.
Різні форми монет відповідають певному типу:
- 1) вузькі листоподібні монети, що не мають вістря і втулки для держака.
- 2) монети-стрілки декоровані косими нервюрами, що відходять від осьового ствола.
- 3) з гладкою поверхнею з одного боку, або зі знаком у вигляді коліщатка, або літери А на гладкій поверхні;
- 4) наполовину стрілка, наполовину дельфін[8].

## Монети-стрілки Керкінітиди
Окремо виділяють монети-стрілки  давньогрецького міста Керкінітиди (на території сучасної Євпаторії), які відливали у 450—425 роках до н. е. Вони мали трикутну форму. Завдовжки близько 18 мм. Важили близько 1 г. На їхній поверхні нанесені лінії або хрести.